# Yardımlı
Yardımlı este un oraș din Azerbaidjan, capitală a raionului Yardımlı.